# 婿投げ・墨塗り
婿投げ・墨塗り（むこなげ・すみぬり）は、新潟県十日町市松之山地域で行われている小正月行事である。
婿とは、前年に地区住民の新婦を娶った新郎のこと（地区内に婿入りした者ではないことに注意）。越後の奇祭と呼んでいる。

## 概要
地区住民の女性が結婚した場合、翌年の小正月に夫婦は松之山に帰省して、この行事に参加する。
松之山温泉の婿投げでは、婿は村の衆により薬師堂に導かれる。そして胴上げの後、お堂から望む崖（高さ約5m）から高く放り投げられるのが、婿投げである。
松之山は豪雪地帯のため、婿の身体に危害は及ばないが小雪の時は雪を集める必要がある。
この後、賽の神（さいのかみ）と呼ばれる注連縄や正月飾り等を集めた塔を燃やし（いわゆる左義長・とんど焼きの類）、無病息災を祈願して残った墨を「おめでとう」と言いながら参加者一同でお互いの顔に塗りあう。
これを墨塗りと言うがこれを嫌う人も多く、松之山地域の中でも松之山温泉の1箇所以外では行わない。

## 要点
- 婿投げは、娘をよその村に取られた腹いせにその婿を投げたのが習慣化して、通過儀礼になった。
- 婿投げの発祥は江戸時代、別の集落で行われていたが、観光イベントして松之山温泉でも行われている。墨塗りはそれ以前に遡ると伝えられる。
- 近年では地元関係者の参加者が少なく、村外者の公募により開催を行っている。
- 婿は和装で参加する姿が多く見られる。
- 松之山の湯本地区は松之山温泉の中心地。